# Jurrell Casey
Jurrell Casey (* 5. Dezember 1989 in Long Beach, Kalifornien) ist ein ehemaliger US-amerikanischer American-Football-Spieler. Er spielte bei den Tennessee Titans und den Denver Broncos in der National Football League (NFL) auf der Position des Defensive Ends.

## College
Casey besuchte die University of Southern California (USC) und spielte für deren Team, die Trojans, von 2008 bis 2010 erfolgreich  College Football. Er kam in der Defensive Line sowohl als rechter Tackle als auch als Nose Tackle zum Einsatz.

## NFL
Beim NFL Draft 2011 wurde er in der 3. Runde als insgesamt 77. von den Tennessee Titans ausgewählt. Schon in seinem Rookiejahr lief er in allen Spielen auf und avancierte bereits mit seinem zweiten Einsatz zum Starter.
Auch in den folgenden Spielzeiten zeigte er konstant gute Leistungen, weshalb ihn sein Team 2014 mit einem Vertrag über 36 Millionen US-Dollar mit garantierten 20,5 Millionen für weitere vier Jahre an sich band, wodurch er zum bestbezahlten Spieler der Titans wurde. Von 2015 bis 2019 wurde er für seine konstant guten Leistungen jeweils in den Pro Bowl berufen.
Im März 2020 tauschten ihn die Titans für einen Pick in der 7. Runde des NFL Drafts 2020 zu den Denver Broncos. In der Spielzeit 2020 kam Casey nur in drei Partien zum Einsatz, bevor er mit einer Bizepsverletzung den Rest der Saison verpasste. Nach der Saison 2020 entließen die Broncos Casey. Am 2. September 2021 gab Casey seinen Rücktritt bekannt.